# Lycosa tarantula
La tarántula europea (Lycosa tarantula) es una araña araneomorfa de la familia Lycosidae, endémica del sur de Europa.
L. tarantula es una especie grande que se encuentra en el sur de Europa, especialmente en la región de Apulia (Italia) y cerca de la ciudad de Tarento, de donde recibe su nombre.

## Características
Las Lycosa tarantula hembras miden en promedio 27 mm de largo del cuerpo, mientras que los machos 19 mm[cita requerida]. Como en otros licósidos, tras nacer, las arañuelas trepan al abdomen de la madre, donde permanecen hasta ser suficientemente maduras para sobrevivir por sí mismas. 
Las hembras viven en sus cuevas toda su vida, los machos maduros encuentran protección en cuevas pero pasean fuera con compañeros. Los machos viven hasta dos años, y mueren poco tiempo después de su madurez sexual. Las hembras viven cuatro años o más. En el invierno estas arañas hibernan en sus cuevas. 
Son una especie nocturna, y generalmente montan guardia en la boca de la cueva esperando una presa, por lo que es extraño que una persona pueda encontrarse con ellas. Al contrario de las Salticidae (arañas saltadoras) muy curiosas acerca de los humanos, las Lycosidae tiene una tendencia fuerte a huir ante la proximidad de un animal grande; tiene muy buena vista, siendo difícil que un humano las vea, y son relativamente difíciles de capturar por su gran velocidad. En general, lo menos que desean es morder a un animal grande. 
Estas arañas son venenosas. El veneno es importante para la araña como medio para matar a la presa, y, secundariamente, autoprotegerse. El veneno está diseñado para reducir a la presas de tipo insecto, las distintas especies de mamíferos tienen reacciones muy diferentes al mismo tóxico. El de las Lycosidae no es particularmente tóxico a humanos, y no es más doloroso que el de la abeja[cita requerida]. Sin embargo, la mordedura de la especie Lycosa raptoria puede generar necrosis muscular localizada.
Debido a su baja toxicidad de su veneno, no existen investigaciones médicas sobre el veneno de la Lycosa tarantula.

## Cultura popular
Debido a razones históricas y culturales, la especie Lycosa tarantula como la superstición de que su veneno produce severos síntomas llamados tarantismo. De acuerdo a ello, una persona envenenada por esta araña debe ser tratada con una clase especial de baile, conocido como tarantela. En realidad, el veneno de la tarántula no causa síntomas severos en humanos y mucho menos pone en riesgo la vida.

## Identificación
Por sus características, en la península ibérica se podría confundir con Hogna radiata. Se diferencia claramente porque Hogna radiata presenta un diseño radiado en el prosoma.

## Subespecies
- L. t. carsica (Caporiacco, 1949) — Italia
- L. t. cisalpina Simon, 1937 — Francia